# Hayato Katsuki
Hayato Katsuki (japanisch 勝木 隼人 Katsuki Hayato; * 28. November 1990) ist ein japanischer Geher.

## Sportliche Laufbahn
Hayato Katsuki nahm im Jahr 2011 zum ersten Mal als Geher an den Japanischen Meisterschaften teil und belegte über 20 km den siebten Platz. Zwei Jahre später stellte er seine Bestzeit von 1:22:24 h über diese Distanz auf. Seit 2015 fokussiert er sich auf die Wettkampfdistanz von 50 km. In jenem Jahr belegte er bei den Japanischen Meisterschaften den vierten Platz. Ein Jahr später gewann er dann die Silbermedaille. Bis 2018 steigerte er seine Bestzeit auf eine Zeit von 3:44:31 h, womit er den 50-km-Wettkampf im Rahmen der Team-Weltmeisterschaften als Zweiter beendete. Damit konnte er im August bei den Asienspielen in Jakarta bei seinen ersten internationalen Meisterschaften im Einzel an den Start gehen, wobei es ihm gelang, trotz einer fünfminütigen Strafauszeit, sich gegen die Konkurrenz durchzusetzen und die Goldmedaille zu gewinnen. Mit dem Erfolg sicherte er sich zudem die Qualifikation für die Weltmeisterschaften 2019 in Doha. Bei den Weltmeisterschaften Ende September 2019 belegte Katsuki den 27. Platz. 2021 wurde Katsuki mit neuer Bestzeit von 3:42:34 h Japanischer Vizemeister und qualifizierte sich damit für die Olympischen Sommerspiele in der Heimat. Anfang August ging er bei den Spielen an den Start und erreichte nach 4:06:32 h auf Platz 30 das Ziel.

## Wichtige Wettbewerbe
| Jahr              | Veranstaltung           | Ort               | Platz             | Disziplin         | Zeit              |
| Startet für Japan | Startet für Japan       | Startet für Japan | Startet für Japan | Startet für Japan | Startet für Japan |
| ----------------- | ----------------------- | ----------------- | ----------------- | ----------------- | ----------------- |
| 2018              | Asienspiele             | Jakarta           | 1.                | 50 km Gehen       | 4:03:30 h         |
| 2019              | Weltmeisterschaften     | Doha              | 27.               | 50 km Gehen       | 4:46:10 h         |
| 2021              | Olympische Sommerspiele | Tokio             | 30.               | 50 km Gehen       | 4:06:32 h         |

## Persönliche Bestleistungen
Freiluft
- 5000-m-Bahngehen: 20:28,31 min, 21. Mai 2016, Kumagaya
- 10.000-m-Bahngehen: 39:54,91 min, 24. September 2022, Gifu
- 20-km-Gehen: 1:22:24 h, 17. Februar 2013, Kōbe
- 35-km-Gehen: 2:28:53 h, 16. April 2023, Wajima
- 50-km-Gehen: 3:42:34 h, 11. April 2021, Wajima